# Cynoglossinae
Cynoglossinae, podtribus boražinovki, dio tribusa Cynoglosseae. Sastoji se od 14 rodova. Tipični je  Cynoglossum ili pasji jezik (mišjak, mišinac), dvogodišnje raslinje i trajnice iz Euroazije, Afrike i Australije; neke vrste uvezene su u obje Amerike. Ima nekoliko vrsta i u Hrvatskoj.

## Rodovi
1. Lindelofia Lehm. (10 spp.)
2. Microparacaryum (Popov ex Riedl) Hilger & Podlech (3 spp.)
3. Brandellia R. R. Mill (1 sp.)
4. Paracynoglossum IPopov (9 spp.)
5. Paracaryum Boiss. (68 spp.)
6. Cynoglossum L. (68 spp.)
7. Ailuroglossum Sutorý (2 spp.)
8. Cynoglossopsis Brand (2 spp.)
9. Ivanjohnstonia Kazmi (1 sp.)
10. Crucicaryum O. Brand (1 sp.)
11. Rindera Pall. (32 spp.)
12. Pardoglossum Barbier & Mathez (5 spp.)
13. Solenanthus Ledeb. (22 spp.)
14. Mapuchea Serrano, R. Carbajal & S. Ortiz (1 sp.)